# Wakarusa (Kansas)
Pour les articles homonymes, voir Wakarusa.
Wakarusa est une census-designated place du comté de Shawnee, dans l’État du Kansas, aux États-Unis.